# Авинда
Авинда (укр. Авінда, крымскотат. Avinda, Авинда) — вершина на Главной гряде Крымских гор, самая высокая точка Никитской яйлы. Возвышается в виде купола над Южным берегом Крыма в районе города Гурзуф. Высота над уровнем моря — 1474 м.
Состоит из известняков; развитые карстовые формы рельефа. Покрыта травяной горно-луговой растительностью, на склонах — разреженные сосновые леса.
С 1923 года — в составе Крымского заповедно-охотничьего хозяйства